# Change
A Change az angol Sugababes lánycsapat ötödik stúdióalbuma, amely 2007. október 1-jén jelent meg az Island Records gondozásában. Az albumon többek között Dr. Luke, Jony Rockstar, Dallas Austin, Deekay és Xenomania is szerepel, és ez az első olyan album, amelyen Amelle Berrabah teljes énekhangja szerepel, aki az alapító tag, Mutya Buena 2005-ös távozását követően csatlakozott a csapathoz.
Az album vegyes kritikákat kapott, zeneileg egy pop és dance-pop album, producerei pedig a korábbi munkatársak, Xenomania, Dallas Austin és Jony Rockstar, valamint az újabb producerek, Dr. Luke, és a dán produkciós csapat, a Deekay és a Novel. Első kislemeze az About You Now lett, amely az együttes hatodik első helyezett kislemeze lett a brit kislemezlistán, és ott a legtöbbet eladott kislemeze lett. Ezt még két kislemez követte, a címadó Change és a Denial, mindkettő bejutott a legjobb húsz közé az Egyesült Királyságban; ez utóbbi kereskedelmileg is sikeres volt Európában. valamint a My Love Is Pink című promóciós kislemez. Az album az UK Albums Chart első helyén debütált, ahol a csapat második helyezett albuma lett, és végül platina minősítést kapott a BPI-től, mivel 300000 darabot adtak el belőle az országban. Máshol, Észtországban és Írországban bekerült a legjobb tíz közé. Franciaországban az albumot a csapat első legnagyobb slágereiből álló válogatásként jelentették meg. A lemez népszerűsítéseként a csapat szóló számokat adott elő az albumról különböző talkshowkon, valamint 2008-ban elindították a Change Tour című turnéjukat.

## Történet
2006 júniusában a Sugababes az akkor még cím nélküli ötödik stúdióalbumán kezdett dolgozni, amelynek megjelenését 2007-ben erősítették meg. Első válogatásalbumuk, az Overloaded: The Singles Collection (2006) kiadása után számos amerikai producerrel folytatták a munkát ötödik stúdióalbumukon, amely az együttes első teljes stúdióalbuma az akkori új taggal, Amelle Berrabah-val. Az album néhány dala állítólag megmaradt szám volt, amelyeket eredetileg a Taller in More Ways (2005) című albumon akartak megjelentetni.
A lemezen dolgoztak régi együttműködők is, mint például a Xenomania, Jony Rockstar vagy Dallas Austin, de olyan új producerek munkáját is hallhatjuk a lemezen, mint Dr. Luke, Novel vagy a DEEKAY.
Az együttes először augusztus 30-án adott egy kis ízelítőt a lemezből a The Album Chart Show című műsorban, ahol előadták az első kislemezt, az About You Now-t, valamint a Change-t és a Denial-t. Többek között ebben a műsorban erősítették meg azt is, hogy a lemez címe Change lesz.
Az album október 4-én került fel teljes egészében az internetre, az angol bónuszsávot, a 3 Spoons Of Suga-t is tartalmazva, amely egyben a St. Trinians című film egyik betétdala. Aki betette a számítógépbe az angol kiadást, az meghallgathatta az About You Now egyes remixeit, illetve megnézhetett egy exkluzív interjút is az együttessel, képekkel és poszterekkel megfűszerezve.

## Fogadtatás és siker
Az album első kislemeze az About You Now volt, amely már a letöltésekkel az első helyen nyitott az angol kislemezlistán, nem is volt hajlandó a topról elmozdulni négy hétig. Az album egy héttel a kislemez után jelent meg, és szintén az első helyen nyitott Angliában, így vált a Sugababes a harmadik olyan lánycsapattá az Atomic Kitten és a Spice Girls után Angliaban, akik egyszerre birtokolták a kislemezlista és az albumlista csúcsát is. A lemez máig platina minősítést ért el, és majdnem félmillió példány kelt el belőle a szigetországban.
A második kislemez a Change volt, amely sajnos csak a 13. helyig tornázta fel magát, de ezen nem is volt mit csodálkozni, ugyanis alig telt el két hónap az About You Now megjelenése óta, és a dal még mindig TOP20-as volt, így az embereknek még nagyon új lehetett a Change. Ezt  követte a harmadik kislemez, a  Denial 2008 márciusában, amely még lejjebb, a 15. helyen landolt. Ez valószínűleg csak az egyetlen formátumú maxi-cdnek volt köszönhető, hiszen a letöltésekkel az előtte lévő heten is ezt a hetet foglalta el.
A Change volt az első olyan Sugababes stúdióalbum, amelyről csak három kislemezt adtak ki. Eredetileg a negyedik kislemez a My Love Is Pink lett volna, már a promo cdket is szétküldték a rádióknak, és már remixek is készültek, de az utolsó pillanatban úgy döntött az együttes, hogy inkább a következő albummal szeretnének foglalkozni. Keisha elmondása szerint azért szívesen megjelentette volna ezt a dalt a záró kislemezként.

## Dallista
1. "About You Now" (Cathy Dennis, Lukasz Gottwald) – 3:32
2. "Never Gonna Dance Again" (Keisha Buchanan, Heidi Range, Miranda Cooper, Brian Higgins, Tim Powell, Lisa Cowling, Nick Coler) – 3:43
3. "Denial" (Amelle Berrabah, Keisha Buchanan, Heidi Range, Flex Turner, Elliot Malloy, Vanessa Morgan) – 3:31
4. "My Love Is Pink" (Keisha Buchanan, Heidi Range, Miranda Cooper, Brian Higgins, Tim Powell, Lisa Cowling, Nick Coler) – 3:44
5. "Change" (Lars Halvor Jensen, Martin Michael Larsson, Heidi Range, Keisha Buchanan, Amelle Berrabah) – 3:37
6. "Back When" (Dallas Austin, Gary White) – 3:56
7. "Surprise" (Cathy Dennis, Lukasz Gottwald) – 3:05
8. "Back Down" (Alonzo "Novel" Stevenson, Tony Reyes, Keisha Buchanan, Heidi Range, Amelle Berrabah) – 3:50
9. "Mended by You" (Heidi Range, Keisha Buchanan, Jony Lipsey, Karen Poole, Jeremy Shaw) – 3:34
10. "3 Spoons of Suga" [UK, Írország, és Ausztrália bónuszszám] (Keisha Buchanan, Heidi Range, Jony Lipsey, Karen Poole, Jeremy Shaw) – 3:51
11. "Open the Door" (Keisha Buchanan, Heidi Range, Cathy Dennis, Lukasz Gottwald) – 3:16
12. "Undignified" (Tom Nichols, Flex Turner, Keisha Buchanan, Heidi Range, Amelle Berrabah) – 3:45

## Kislemezek
| #  | Kislemez      | Megjelenés           |
| -- | ------------- | -------------------- |
| 1. | About You Now | 2007. szeptember 24. |
| 2. | Change        | 2007. december 10.   |
| 3. | Denial        | 2008. március 17.    |

## Ranglista
| Ország             | Helyezés | Minősítés | Megjegyzés                             |
| ------------------ | -------- | --------- | -------------------------------------- |
| Egyesült Királyság | 1        | Platina   |                                        |
| Ausztria           | 32       |           | csak az 1. és a 3. kislemez jelent meg |
| Németország        | 33       |           |                                        |
| Svájc              | 14       |           | csak az 1. és a 3. kislemez jelent meg |
| Írország           | 10       | Platina   |                                        |
| Hollandia          | 69       |           |                                        |
| Lengyelország      | 41       |           |                                        |
| Franciaország      | 105      |           |                                        |